# Horngroschen

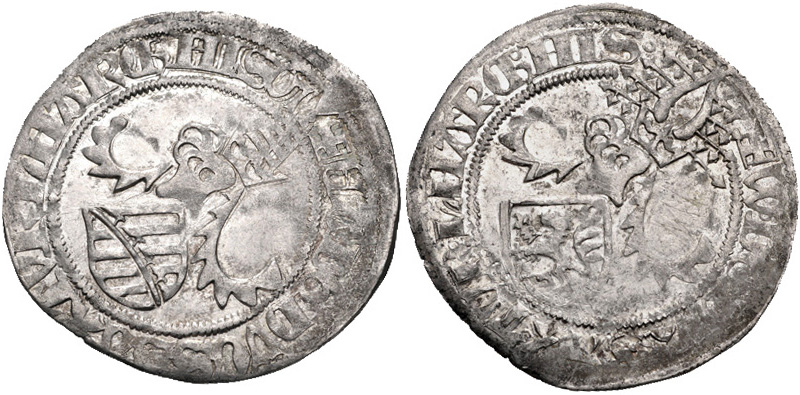
Kurfürst Ernst, Herzog Albrecht, Herzog Wilhelm III., Horngroschen von 1465, Mmz. Kreuz, Münzstätte Freiberg (Krug etwa 1361, Durchmesser 28 mm)

Der Horngroschen ist ein Meißner Groschentyp, der von 1465 bis 1469 von den Brüdern Kurfürst Ernst und Herzog Albrecht von Sachsen gemeinsam mit ihrem Onkel Wilhelm III. von Thüringen (1465–1482) als Oberwährgroschen geprägt wurde.
Der spätmittelalterliche meißnische Groschentyp ist der erste, den die Wettiner nach 123 Jahren seit der ersten Groschenprägung mit einer Jahreszahl prägen ließen.

## Münzgeschichte

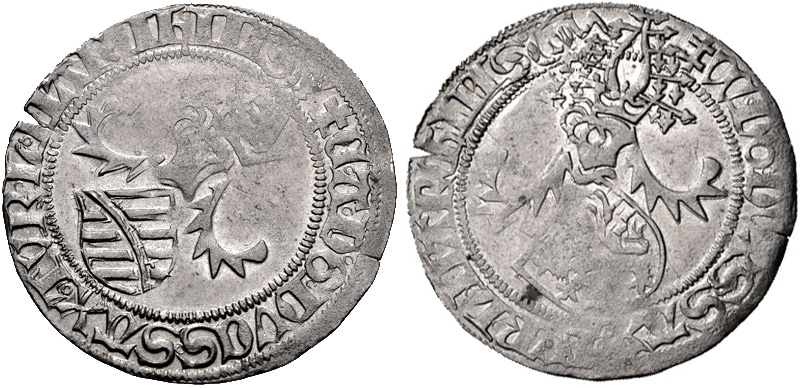
Kurfürst Ernst, Herzog Albrecht, Herzog Wilhelm III., Horngroschen von 1465, Mmz. Doppelkreuz, Münzstätte Colditz (Krug etwa 1393, Durchmesser 29 mm)

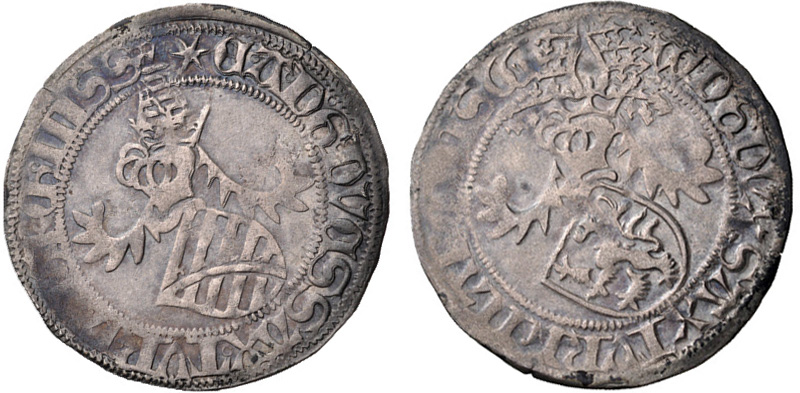
Kurfürst Ernst, Herzog Albrecht, Herzog Wilhelm III., Horngroschen von 1466, Mmz. sechsstrahliger Stern, Münzstätte Leipzig (Krug etwa 1430, Durchmesser 28 mm)

Die geschwächte sächsische Währung sollte durch eine völlig neue und stabile Währung ersetzt werden. Die vorherigen Bestrebungen nach einer stabilen Währung durch die Münzreformen von 1444 und 1456/57 mit der Schaffung einer doppelten Groschenwährung in Form einer Oberwähr und einer Beiwähr waren gescheitert.
Die Oberwähr der gescheiterten Doppelwährung war eine harte Währung, die u. a. für den auswärtigen Handel geschaffen wurde. Die Beiwähr diente dem allgemeinen Geldverkehr.
Am 4. April 1465 kam eine neue gemeinsam mit Kurfürst Ernst, Herzog Albrecht und Herzog Wilhelm III. beschlossene Münzreform in Leipzig zustande, nach der neue Groschen, die sogenannten Horngroschen, als „hohe wäre“ geprägt wurden.

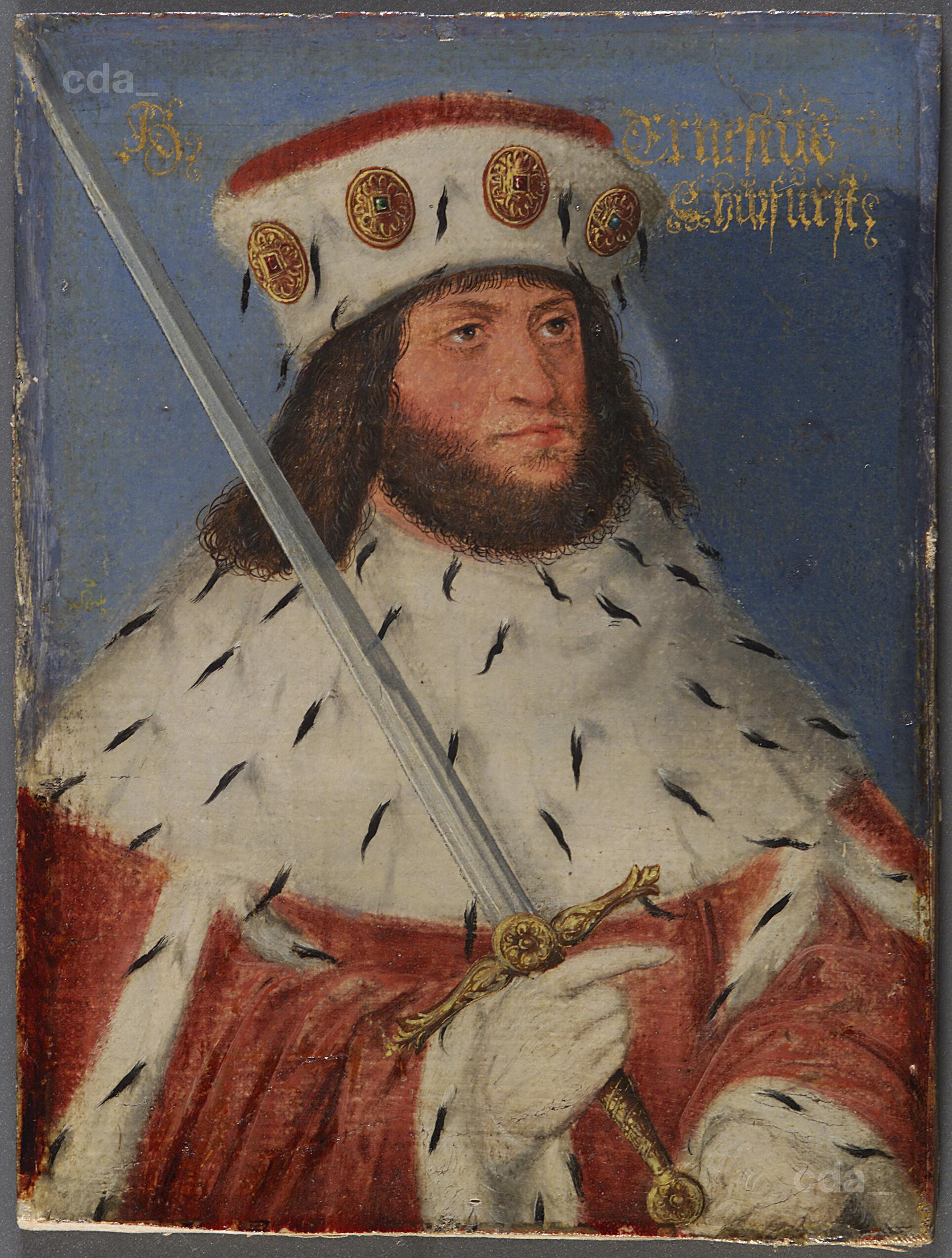
Kurfürst Ernst (1464/85–1486)
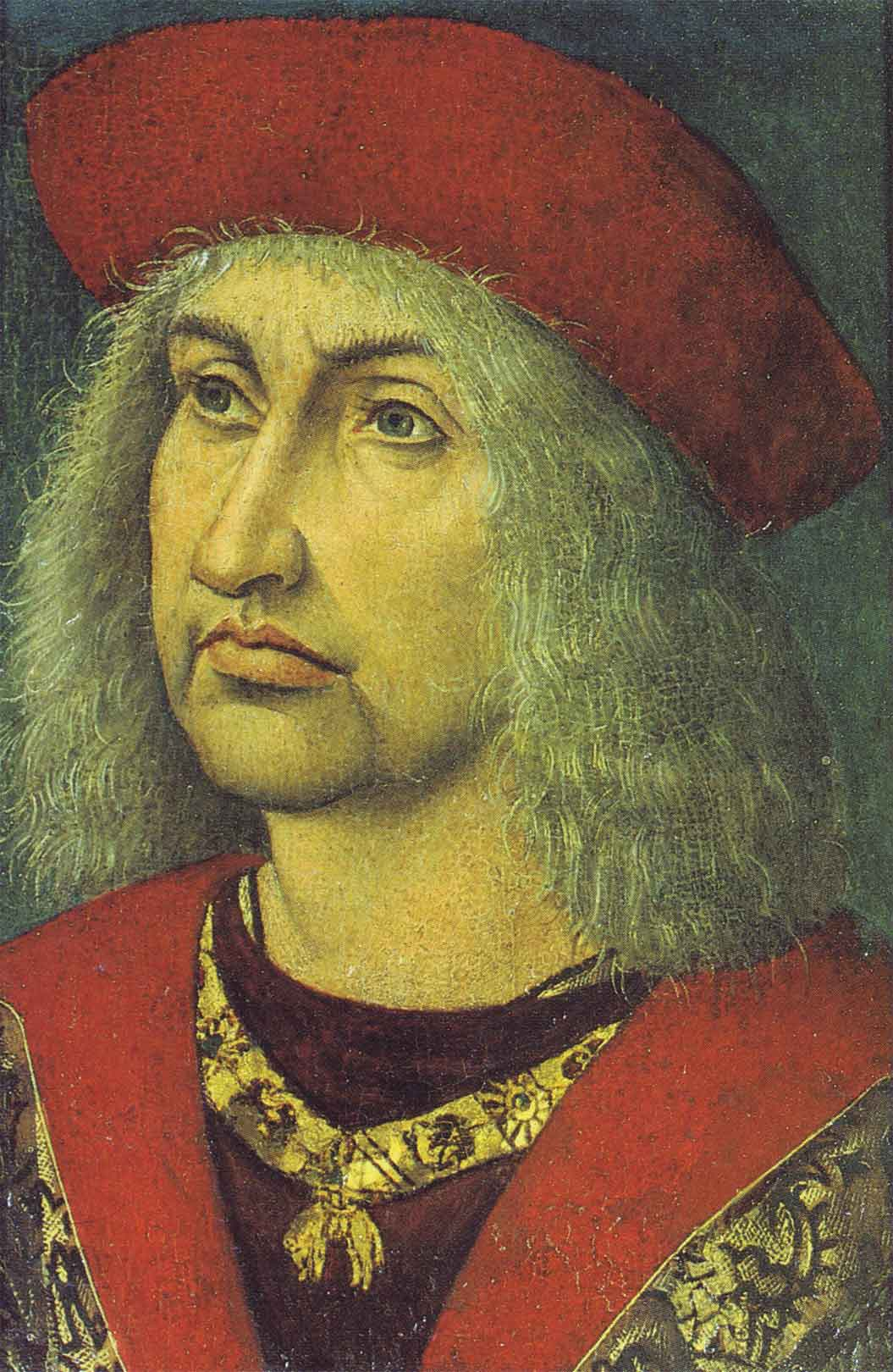
Herzog Albrecht der Beherzte (1464/85–1500)
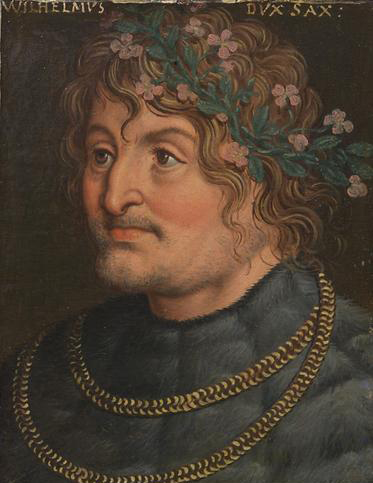
Herzog Wilhelm III. der Tapfere (1445–1482)

Geschaffen wurde eine einzige hohe Währung zu 20 neuen Horngroschen auf einen rheinischen Gulden. Allerdings waren die Schwertgroschen als „stille Beiwähre“ zum halben Wert der Horngroschen weiterhin zugelassen. Dennoch waren damit klare übersichtliche Verhältnisse geschaffen worden.
Zunächst wurden in den Münzstätten Freiberg und Colditz in großen Mengen die Oberwährgroschen geprägt. Da die Versorgung der Wirtschaft mit dem neuen Geld zu langsam voranschritt, beschlossen die Fürsten am 20. Mai 1466 in Weimar neben den beiden Münzstätten wegen des Geldmangels für höchstens zwei Jahre „Beimünzen“ zu errichten. Geplant war auf meißnischem Gebiet in Leipzig und Wittenberg und in Thüringen in Gotha und Weimar zusätzlich Münzen zu prägen. In Weimar ist es wahrscheinlich nie zu Münzprägungen gekommen. Stattdessen sind Horngroschenprägungen aus der alten Pfennigmünze Oelsnitz/Vogtl. unter dem Zeichen „Ο“ bekannt. Die Münzstätte Wittenberg wurde bereits im Januar 1467 wieder geschlossen.
Die neuen Groschen galten:
- 1 Horngroschen = 9 Hornpfennige = 18 Heller = 1⁄20 rheinischer Gulden mit einem Raugewicht = 2,92 bis 2,66 Gramm und einem Feingewicht = 1,46 bis 1,33 Gramm.
- 20 Horngroschen galten 1 altes Schock.

Die Münzbilder der neuen Groschen wurden vollständig verändert. Die Vorderseite zeigt den schräg stehenden Balkenschild (Rautenkranzschild) mit Helm und Helmdecken sowie die sächsische Helmzier. Die Rückseite zeigt über dem schräg stehenden Löwenschild mit Helm und Helmdecken die thüringische Helmzier mit Büffelhörnern. Im Volksmund wurden die Münzen deshalb als Horngroschen bezeichnet.
In Schmieders Beschreibung des Horngroschens ist die herzoglich sächsische Helmzier erklärt:

„Avers: das sächsische Rauten[kranz]schild, schief gestellt, auf dessen einer Ecke ein Helm mit dem meißnischen Helmkleinod. Dies ist ein hoher, spitzer oben mit Federn besetzter Hut.“

Das typische Münzbild der bisherigen meißnischen Groschen mit dem Blumenkreuz und dem nach links steigenden Löwen wurde endgültig aufgegeben.

### Die Münzstätte Colditz in der Zeit der Horngroschenprägungen
Die in den Münzlexika genannte Prägung von Horngroschen, die auch mit Margaretha, der Mutter von Ernst und Albrecht geprägt sein sollen, ist nicht nachgewiesen.
Die Münzstätte Colditz war ab 1456 Eigentum der Kurfürstin Margarethe, der Gattin des Kurfürsten Friedrich II., des Sanftmütigen (1428–1464). Dennoch sind keine Horngroschen bekannt, die in Gemeinschaft oder allein mit Margaretha geprägt wurden. Die sogenannten Margarethengroschen sind die von 1456 bis 1477 geprägten Groschen mit einem zusätzlichen „M“ am Anfang oder innerhalb der Umschrift. In den Legenden der bekannten Horngroschen der Münzstätte Colditz fehlt jedoch dieser Buchstabe.

### Die Ablösung der Horngroschen
Mit den Münzordnungen von 1574/1575 schufen die Wettiner eine neue, ebenfalls harte Währung mit den in riesigen Mengen geprägten kleineren 15-lötigen (0,937 f.) Spitzgroschen, die ebenfalls im Wert von 20 Stück je rheinischer Gulden ausgebracht wurden. Da die gleichwertigen größeren Horngroschen mit einem Feingehalt von 500 f. ausgebracht waren und der Bevölkerung das Misstrauen gegen legiertes Silber aus verständlichen Gründen nicht abzugewöhnen war, wurde der Horngroschen durch den Spitzgroschen ersetzt.
Anmerkung: Der Groschentyp „Horngroschen“ war der erste Typ meißnischer Groschen mit einer Jahresangabe. Der nach französischem Vorbild geprägte Turnosgroschen wurde schon vorher mit einer Jahreszahl geprägt.
Es sind auch hessische Beischläge (Nachprägungen) der Jahrgänge 1467 und 1468 der sächsisch-thüringischen Horngroschen bekannt.

## Die Münzmeister in der Zeit der Horngroschenprägungen (1465–1469)
(Angaben nach Gerhard Krug)
| Münzmeister          | von  | bis      | Münzmeisterzeichen              | Münzstätte      | Bemerkung                |
| -------------------- | ---- | -------- | ------------------------------- | --------------- | ------------------------ |
| Hans Arnold          | 1465 | 1469     | Kreuz                           | Freiberg        | auch Zwitterhorngroschen |
| Peter Schwabe        | 1465 | 1469     | ‡ (Doppelkreuz), auch ohne Mmz. | Colditz         |                          |
| Conrad Funke         | 1466 | 1469     | sechsstrahliger Stern           | Leipzig         | auch Zwitterhorngroschen |
| Peter Pfole (Pfohle) | 1466 | 1467     | schräg gestelltes Blatt         | Wittenberg      |                          |
| Heint Martersteck    | 1466 | und 1469 | fünfblättrige Rose              | Gotha           |                          |
| unbekannt            | 1466 |          | Zeichen Ο                       | Oelsnitz/Vogtl. |                          |

## Die Legenden
- In den Umschriften sind für den Buchstaben M die Formen H und II verwendet worden.
- Bei den Jahresangaben kann die Zahl 5 durch die arabische Form 7 dargestellt sein. Die Zahl 7 kann die Form Λ aufweisen. Bei den Colditzer Groschen kann die Jahreszahl (14)65 durch eine Form, die der römischen Zahl IV ähnlich sieht, dargestellt sein.[22]

Die Legenden der Horngroschen sind bis auf geringe Unterschiede im Detail einheitlich. Am Beispiel des abgebildeten Horngroschens der Münzstätte Freiberg lautet die Umschrift der Vorder- und Rückseite:

### Vorderseite
- Umschrift: + E. A. D. G. DVCS. SAX. TVR. L. HARCh. HIS. 5 (Die liegende 5 in der Legende der Münze der Münzstätte Freiberg – siehe oben – entspricht der Jahreszahl 1465, die Umschrift entspricht etwa Krug Nr. 1352)
  - Ausgeschriebener lateinischer Text: Ernestus Albertus, dei gratia duces Saxoniae, Thuringiae landgravii marchiones Misnenses.
  - Übersetzung: Ernst und Albrecht von Gottes Gnaden Herzöge von Sachsen, Landgrafen von Thüringen, Markgrafen von Meißen.

### Rückseite
- Umschrift: + W. D. G. DVX SAX. TVR. L. HARCh. HIS. (ähnlich Krug Nr. 1352)
  - Ausgeschriebener lateinischer Text: Wilhelmus, dei gratia dux Saxoniae, Turingiae landgravius, marchio Misnensis.
  - Übersetzung: Wilhelm III. von Gottes Gnaden Herzog zu Sachsen, Landgraf von Thüringen, Markgraf von Meißen.

Die ausgeschriebenen lateinischen Umschriften und deren Übersetzungen sind nach Walter Haupt wiedergegeben.